# Bahnstrecke Könnern–Rothenburg
| Streckennummer (DB): | 6909                    |                            |                            |
| Kursbuchstrecke: | 152s (1934) 204h (1944) |                            |                            |
| Streckenlänge: | 5,4 km                  |                            |                            |
| Spurweite: | 1435 mm (Normalspur)    |                            |                            |
| Minimaler Radius: | 200 m                   |                            |                            |
| |                         |                            |                            |
| \| \| \| von Halle (Saale) \| \| \| \| 0,0 \| Könnern Anschlussbahnhof \| Könnern Anschlussbahnhof \| \| \| \| nach Baalberge \| \| \| \| \| nach Halberstadt \| \| \| \| 1,3 \| Wietschke \| Wietschke \| \| \| 2,5 \| Georgsburg \| Georgsburg \| \| \| 4,7 \| Unterer Mühlgraben (434 m) \| Unterer Mühlgraben (434 m) \| \| \| 5,2 \| Oberer Mühlgraben (45 m) \| Oberer Mühlgraben (45 m) \| \| \| 5,4 \| Rothenburg (Saale) \| Rothenburg (Saale) \| |                         |                            |                            |
| Strecke |                         | von Halle (Saale)          | von Halle (Saale)          |
| Bahnhof | 0,0                     | Könnern Anschlussbahnhof   | Könnern Anschlussbahnhof   |
| Abzweig geradeaus und nach rechts |                         | nach Baalberge             | nach Baalberge             |
| Abzweig geradeaus und nach rechts |                         | nach Halberstadt           | nach Halberstadt           |
| ehemaliger Haltepunkt / Haltestelle | 1,3                     | Wietschke                  | Wietschke                  |
| ehemaliger Haltepunkt / Haltestelle | 2,5                     | Georgsburg                 | Georgsburg                 |
| Brücke über Wasserlauf | 4,7                     | Unterer Mühlgraben (434 m) | Unterer Mühlgraben (434 m) |
| Brücke über Wasserlauf | 5,2                     | Oberer Mühlgraben (45 m)   | Oberer Mühlgraben (45 m)   |
| Betriebs-/Güterbahnhof Streckenende | 5,4                     | Rothenburg (Saale)         | Rothenburg (Saale)         |

Die Bahnstrecke Könnern–Rothenburg ist eine Bahnstrecke in Sachsen-Anhalt. Die 5,4 km lange Stichstrecke verbindet Könnern mit Rothenburg. Gebaut und betrieben wurde die 1916 eröffnete Strecke zunächst als Kleinbahn von der Kleinbahn-AG Könnern–Rothenburg. Auf der 1949 verstaatlichten Strecke wurde 1963 der Personenverkehr eingestellt, als Streckenrangierbezirk wird die Strecke bis heute im Güterverkehr bedient.

## Geschichte

### Vorgeschichte und Bahnbau
Bereits seit dem 15. Jahrhundert wurde in Rothenburg Kupfer verhüttet. Zwar wurde die Hütte Anfang des 19. Jahrhunderts geschlossen, aber einige metallverarbeitende Betriebe verblieben dennoch in Rothenburg. Als in den 1860er Jahren die Bahnstrecke Halle–Halberstadt geplant wurde, bemühte sich die Kleinstadt um einen Eisenbahnanschluss. Die dazu notwendige Trassenführung durch das Saaletal erwies sich aber als zu kompliziert und die Magdeburg-Halberstädter Eisenbahngesellschaft baute ihre Strecke über Könnern.
Auch der in den 1880er Jahren geforderte Bau einer Bahn von Könnern über Rothenburg nach Wettin scheiterte. Wettin erhielt schließlich 1903 mit der Bahnstrecke Wallwitz–Wettin einen Bahnanschluss. Da die Betriebe in Rothenburg die Waren weiterhin per Schiff und Pferdefuhrwerk transportieren mussten, wurde ein Bahnanschluss immer dringlicher.

Aktie über 500 RM der Kleinbahn AG Könnern-Rothenburg vom 25. Februar 1929

1911 begannen die ersten Vorarbeiten für die Bahnstrecke, allerdings war die Finanzierung noch nicht gesichert. Mit dem Ausbruch des Ersten Weltkriegs schien ein Bahnbau unmöglich, da bereits bewilligte Gelder wieder gestrichen wurden. Da in Rothenburg aber mehrere Betriebe Rüstungsgüter produzierten, wurde die Bahn als „kriegswichtiges Vorhaben“ doch noch gebaut.
1915 wurde die Kleinbahn-AG Könnern–Rothenburg gegründet. Gesellschafter waren neben dem preußischen Staat und der Provinz Sachsen zu je 33 Prozent die Mansfeldsche Kupferschieferbauende Gewerkschaft in Eisleben, die Eisengießerei und Maschinenbau AG in Rothenburg und die Zuckerfabrik Könnern, außerdem die Gemeinde Rothenburg und der Saalkreis. Der Güterverkehr wurde am 28. November und der Personenverkehr am 24. Dezember 1916 aufgenommen. 1918 waren täglich drei Zugpaare unterwegs. Zur Eröffnung hatte die Bahn zwei gebrauchte zweiachsige, von Hagans 1903 gebaute Dampflokomotiven von der Kleinbahn-AG Bismark-Gardelegen-Wittingen erworben, außerdem gab es einen Personen- und einen kombinierten Post-/Gepäckwagen.

### Bis zur Verstaatlichung
Die Weltwirtschaftskrise führte zur Stilllegung angeschlossener Betriebe. 1933/1934 wurden nur noch 4102 Fahrgäste und 14.411 Tonnen Güter transportiert. Vor allem durch die Wiederaufnahme der Produktion im Messingwerk stiegen die Zahlen wieder kräftig an, 1939/1940 gab es 242.851 Fahrgäste und 41.481 Tonnen Güter auf der Bahn.
Ab 1943 firmierte das Unternehmen als Eisenbahn-AG.

### Entwicklung seit 1949
Den Betrieb führte bis 1945/1946 die Kleinbahnabteilung des Provinzialverbandes Sachsen in Merseburg. Dann folgten die Sächsische Provinzbahnen GmbH, und zum 1. April 1949 wurde der Betrieb der Deutschen Reichsbahn übergeben.
Diese stellte den Personenverkehr am 25. Mai 1963 ein. Die Bahnstrecke wurde in ein Anschlussgleis für einen Industriebetrieb umgewandelt.
Das lange leer stehende Empfangsgebäude des Bahnhofs Rothenburg (Saale) wurde 2021 abgerissen.

## Überlieferung
Die Überlieferung der Kleinbahn AG Könnern – Rothenburg befindet sich in der Abteilung Dessau des Landesarchivs Sachsen-Anhalt.